# Македонска младежка тайна революционна организация
Македонската младежка тайна революционна организация (ММТРО) е българска политическа, революционна и културно-просветна организация, действала на територията на Вардарска и Егейска Македония между 1922 и 1941 година и целяща освобождаване на Македония от сръбска и гръцка власт.
ММТРО е създадена като организационно независима от ВМРО организация през март 1922 година в Загреб от петима българи от Вардарска Македония, студенти в Загребския университет, начело с Иван Бояджиев от Велес. Уставът на ММТРО е одобрен и подписан от ръководителя на ВМРО Тодор Александров и в него се посочва, че основните цели на организацията са да подпомага дейността на ВМРО в борбата ѝ за освобождаване на Македония и да противодейства на асимилаторската политика на сръбските и гръцките власти по отношение на българското население.
Организационно ММТРО се състои от петчленни групи (петорки), свързани една с друга само чрез своите ръководители (петари). Първите петорки на организацията се създават още през май–юни 1922 година във Велес, Битоля, Скопие и Щип.
ММТРО разделя Вардарска Македония на четири революционни окръга – Скопски, Битолски, Охридски и Щипски, като във всеки от тях се създава по една ръководна окръжна петорка. Петорки на организацията се създават и сред българските студенти от Македония, учещи в Западна Европа било като емигранти, било с редовни сръбски и гръцки паспорти; петорки възникват във Виена, Лайпциг, Берлин, Париж, Рим и другаде, като тяхната дейност е ръководена от главна петорка във Виена. Главната петорка на организацията е в Загреб. Тя става „междинна“ и има изключително важна роля – осъществява както връзката между ММТРО във Вардарска и Егейска Македония и нейните петорки в чужбина, така и връзката между ММТРО и ЦК на ВМРО. Окръжните петорки заедно с отговорника на загребската петорка образуват ръководния център на ММТРО.
Главната петорка на ММТРО в Загреб се състои от Иван Бояджиев, Кирил Матраков, Петър Хаджипанзов, Георги Чанев и Кирил Кузманов. В окръжните ръководни петорки влизат следните студенти: в Скопския революционен окръг – Коста Георгиев от Прилеп, Георги Хаджиманов и Борис Андреев от Велес, Тома Ангелов от Скопие и Никола Попов от Тетово; в Битолския революционен окръг – Харалампи Фукаров и Димитър Чкатров от Прилеп, Стерьо Боздов от Крушево, Христо Попов от село Гявато и Борис Светиев от Битоля; в Охридския революционен окръг – Кирил Татарчев, Илия Начев и Георги Данев от Ресен, Борис Манев и Борис Чорбев от Охрид; в Щипския революционен окръг – Тодор Гичев от Щип, Димитър Гюзелов от Дойран, Михаил Христоманов от Струмица, Христо Хаджикимов от Щип и Тодор Йорданов от Кочани.
За три години организацията обхваща цяла Вардарска Македония с много добре развита мрежа – петорки на ММТРО има във всички македонски градове под сръбска власт. Създаденото от Върховното командване на сръбската война и Министерството на вътрешните работи през 1925 година Сдружение против българските бандити преследва членовете на ММТРО, като сред убитите от тях са ръководителите ѝ в Гевгели Трайко Попов, в Дойран Никола Чакъров и други.
На 5 декември 1927 година започва Скопския студентски процес срещу дейци на ММТРО. Коста Църнушанов заминава в чужбина, за да осведомява европейското общество с развоя на процеса. В резултат на изнесените присъди Мара Бунева изпълнява смъртната присъда на Велимир Прелич.
През декември 1932 година започва издаването на вестник „Освобождение“, печатен орган на ММТРО. В 1933 година във Вардарска Македония членовете на ММТРО се организират в повече от 60 петорки, а в Хърватско, Словения и Сърбия съответно шест, три и пет петорки.

За цялата дейност на ММТРО Димитър Гюзелов заключава: 
| „ | създаденият исторически фактор от около 600 члена на ММТРО, все интелигентни-будни младежи, се нагърби с апостолската мисия като нови паисиевци да крепят националното съзнание, да обучават младежта на български книжовен език, да ги снабдяват с българска революционна, а даже и с детска литература, а някъде и с тона на Паисий да викат „О, неразумни.. защо се срамуваш да се наречеш българин?“. | “ |